# Künstlerhof Schreyahn

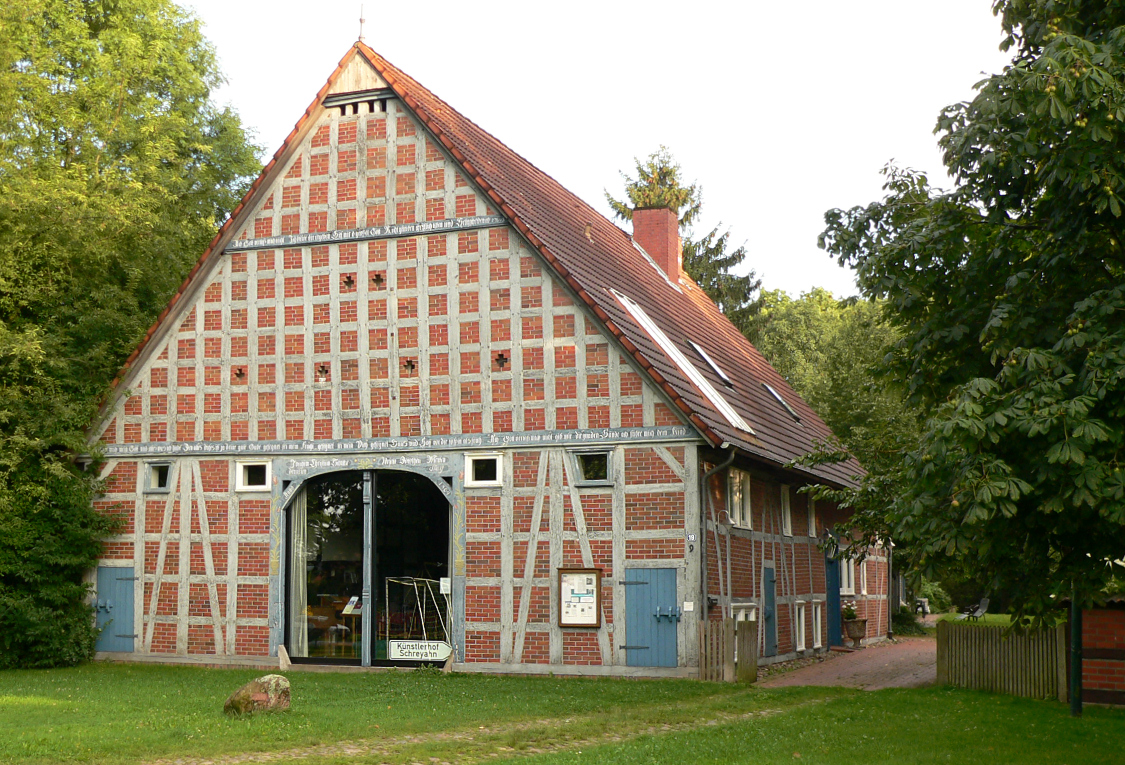
Künstlerhof Schreyahn

Der Künstlerhof Schreyahn ist eine Stipendiatenstätte für Autoren und Komponisten im Ortsteil Schreyahn der niedersächsischen Stadt Wustrow im Wendland.

## Lage, Geschichte und Trägerschaft

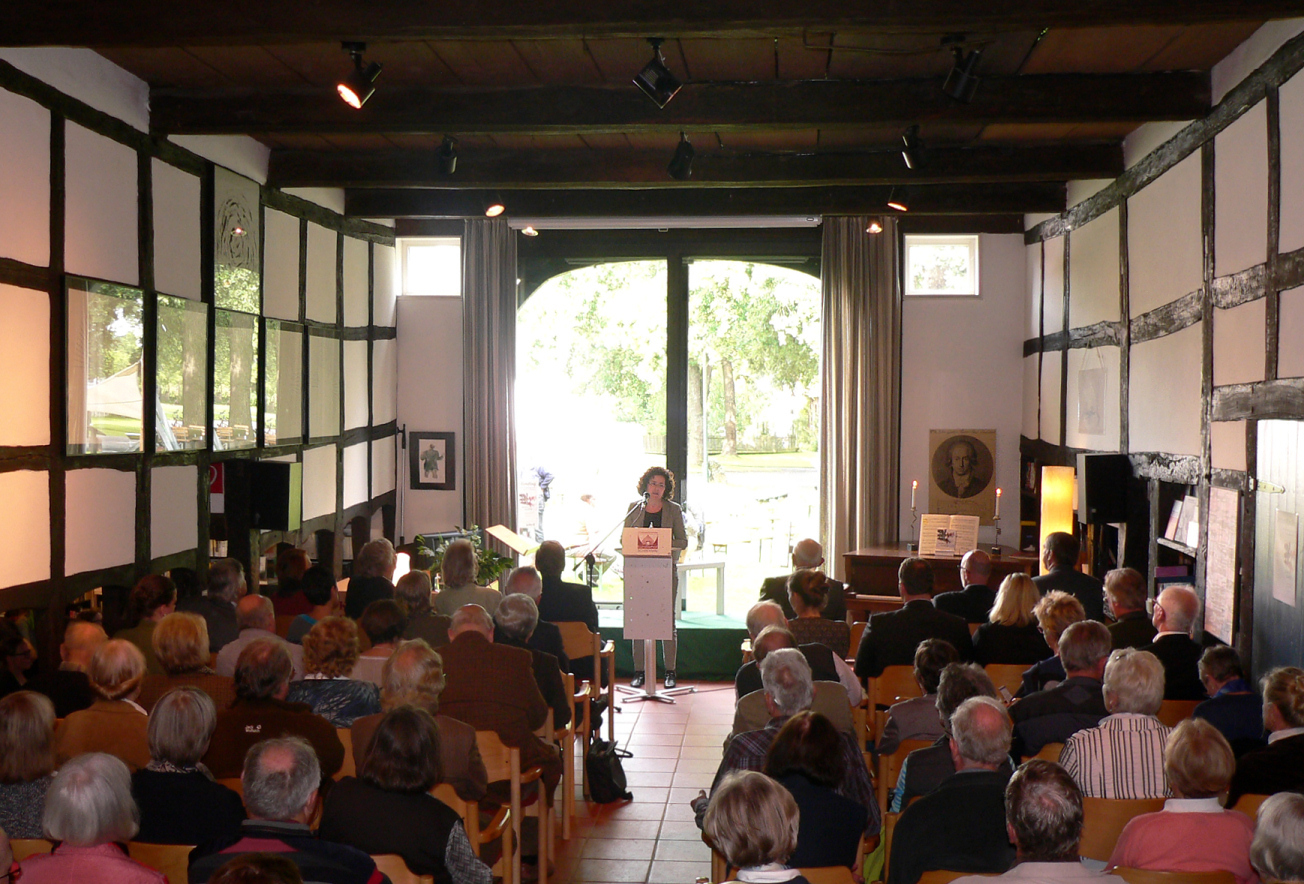
Kulturveranstaltung in der Diele des Künstlerhofes, hier bei der Eröffnung des Tags des offenen Denkmals 2015 in Niedersachsen

Der Künstlerhof Schreyahn befindet sich im rund acht Kilometer südwestlich der Kreisstadt Lüchow gelegenen Rundlingsdorf Schreyahn. Träger der 1979 gegründeten Einrichtung ist die Samtgemeinde Lüchow. Sie erwarb zusammen mit dem Landkreis sowie den Städten Wustrow und Lüchow 1979 den ehemaligen Bauernhof Techand und baute ihn mit Bundes- sowie Landesmitteln zu einem Stipendiatenhaus um. 1981 zogen die ersten Autoren in das Haupthaus ein; 1983 die Musiker in die neu fertiggestellten Nebengebäude. Das Haupthaus ist ein denkmalgeschütztes niederdeutsches Hallenhaus, mit dessen großräumiger Diele ein kulturelles Zentrum für Lesungen und Konzerte zur Verfügung steht. 1992 wurde ein Erweiterungsbau errichtet, in dem sich Ateliers für Schriftsteller befinden. Seit 2001 gibt es den „Förderverein für die niedersächsische Stipendiatenstätte Künstlerhof Schreyahn“.

## Bedeutung und Besonderheiten
In der Stipendienstätte befindet sich das Nicolas-Born-Archiv. Für die Bereiche Literatur und Literaturwissenschaft gibt es eine enge Zusammenarbeit mit der Nicolas Born-Stiftung in Lüchow. Der Schriftsteller und ehemalige Stipendiat Adam Seide hat seine zirka 4000 Bände umfassende Privatbibliothek der Stipendiatenstätte vermacht. Zusammen mit der eigenen Hofbibliothek und der „Bibliothek des Literaturrates Niedersachsen“ bilden diese vier Sammlungen das „Literaturzentrum Norddeutschland“; es steht den Stipendiaten der Leuphana Universität Lüneburg, den Schulen des Landkreises und der interessierten Öffentlichkeit für Studienzwecke zur Verfügung.
Der Künstlerhof organisiert Tagungen, so fand zum Beispiel eine Fachtagung im Zusammenhang mit einer Ausstellung über den Schriftsteller Nicolas Born zu dessen 20. Todestag statt. Bis zum Jahr 2007 veranstaltete die Stipendiatenstätte das Festival „Schreyahner Herbst“ mit einer überregional beachteten Konzertreihe für moderne Musik. Es gibt ein Kooperationsabkommen mit dem Fachbereich „Angewandte Kulturwissenschaften“ der Leuphana Universität Lüneburg; dieser führt mit seinen Studenten Ganztagsseminare im Künstlerhof durch.
In späteren Veröffentlichungen der Künstlerhof-Stipendiaten finden sich Texte, deren Schreyahner Herkunft unverkennbar ist, unter anderem hat der Schriftsteller Guntram Vesper, der eine Zeit im Künstlerhof lebte, einen Gedichtzyklus „Schreyahn“ verfasst, in dem er aber nicht über die wendländischen Idylle schreibt. „Statt dessen verarbeitet Vesper die Auseinandersetzungen um Gorleben oder reflektiert über die Wendlandbewohner – wobei auch ihre nationalsozialistische Vergangenheit mit einbezogen wird, wie in ‚Neujahr in Schreyahn‘.“
Der Schriftsteller Wolfgang Bittner, der 1987 mehrere Monate im Künstlerhof Schreyahn lebte, hat seine Eindrücke in mehreren Gedichten verarbeitet, die in seinem Lyrikband Spurensuche (1998) enthalten sind.

## Veranstaltungen

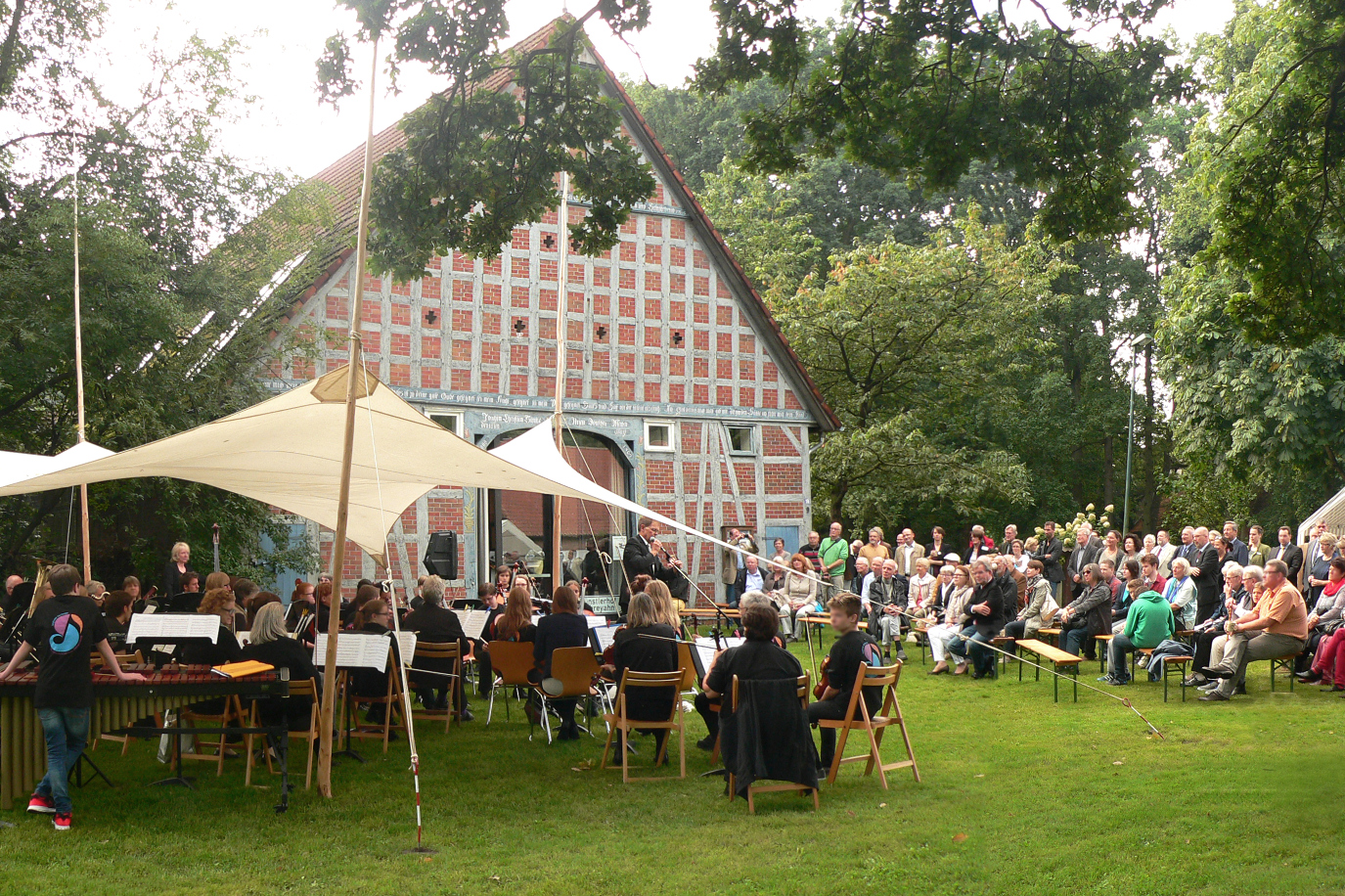
Musikalische Eröffnung des Tags des offenen Denkmals 2015 in Niedersachsen vor dem Künstlerhof

Außer dem bereits erwähnten Literatur- und Musik-Festival „Schreyahner Herbst“ finden und fanden im oder durch den Künstlerhof zahlreiche weitere Veranstaltungen statt, beispielsweise
- Lesungen, Theateraufführungen und Literaturreisen im jährlichen Lüchow-Dannenberger „Bücherfrühling“
- Ausstellungen und kombinierte Veranstaltungen wie zum Beispiel 2005: „Nachtlust. Malerei, Kochkunst und Literatur“
- Gemeinsame Veranstaltungen mit dem Deutschen Kulturforum, der Konrad-Adenauer-Stiftung, der Gewerkschaft Erziehung und Wissenschaft, der Musikschule, der Aktion „Lesezelt“ sowie der Nicolas Born-Stiftung
- „Schreyahner Doppel“ – Lesung und Konzert mit Stipendiaten
- „Schreyahner Sommernacht der Poesie“
- Sonntagsmatineen im Februar mit Lesungen von Schauspielern
- Öffentliche Proben, Abend- und Nachtkonzerte, Schreibwerkstätten, Lesekreise

2015 eröffnete die niedersächsische Kulturministerin Gabriele Heinen-Kljajic im Künstlerhof Schreyahn landesweit für Niedersachsen den Tag des offenen Denkmals.

## Stipendien

### Auswahlverfahren und Stipendiendauer
Ein aus 6 Experten bestehender Künstlerischer Beirat wählt – zusammen mit einem Fachreferenten des Niedersächsischen Ministeriums für Wissenschaft und Kultur – die Stipendiaten für Literatur und Musik aus. Die Eigenbewerbungen können aus dem Inland und dem Ausland erfolgen. Es gibt keine Vorgaben in Bezug auf Alter, Herkunft, Renommee und Geschlecht. Im Bereich Literatur muss das Werk in deutscher Sprache verfasst sein. Die Aufenthaltsdauer beträgt wahlweise 3, 6 oder 9 Monate; ein einheitlicher Termin zum Antritt des Stipendiums besteht nicht.

### Leistungen und Einrichtungen
Aus Mitteln des Landes Niedersachsen wird ein monatliches Stipendium von 1400 Euro gezahlt. Die Ateliers sind mietfrei und bestehen aus einem Wohn-/Arbeitsraum sowie einer Küche, einem Schlafraum und einer Nasszelle. Für Heizung, Strom und Wasser wird eine Kostenpauschale entrichtet. Wie die Zeit auf dem Künstlerhof genutzt wird, ist den Künstlern freigestellt. Es wird aber erwartet, dass sie sich während dieser Zeit auch durch Konzerte und Lesungen oder auf andere Weise kulturell im Wendland engagieren.